# NemLog-in
NemLog-in er et offentligt informationssystem, der giver adgang til alle offentlige digitale selvbetjeningsløsninger og tjenester med ét log-in. Der er koblet flere end 300 it-systemer til NemLog-in, der bliver udviklet af Digitaliseringsstyrelsen.

## Baggrund
NemLog-in blev oprindeligt etableret i 2008. I januar 2013 blev første del af anden generation af NemLog-in sat i drift. I august 2013 blev Virk-portalens brugerstyring deaktiveret og de tilsluttede systemer migreret til NemLog-in. Dermed blev NemLog-in den samlede indgang til både borger- og virksomhedsrettede selvbetjeningsløsninger.

## Opbygning
NemLog-in består af en række forskellige komponenter, der tilsammen udgør den fællesoffentlige brugerstyringsløsning.

### Log-in
Log-in er den komponent, der dukker op i browseren, når slutbrugeren benytter NemID eller MitID. Den gør det muligt at forblive logget ind, når man skifter fra den ene tjeneste til den anden. Log-in-komponenten leverer således en gratis log-in-tjeneste, hvormed borgere og medarbejdere i virksomheder eller myndigheder kan logge på offentlige selvbetjeningsløsninger og portaler fx Borger.dk, Virk, Sundhed.dk og Danmarks Miljøportal.
NemLog-in er et krav for nationale tjenester, der har behov for sikker identifikation.

### Tilslutningskomponent
Tilslutningskomponenten er et system, hvor myndigheder og deres it-leverandører kan slutte selvbetjeningsløsninger til NemLog-in, underskrive vilkår for brug og vedligeholde stamdata og tekniske metadata om fx tjenester, certifikater, API endpoints og rettigheder.

### Signeringstjeneste
Signeringstjenesten tilbyder myndigheder en fælles digital løsning, hvormed de kan indhente en digital signatur fra en bruger til en aftaletekst eller indberetning, og bidrager med en høj grad af sporbarhed og teknisk dokumentation for underskriften.

### Security Token Service
Security Token Service bruger SAML-protokollen til at afgøre, hvilke sider brugeren skal have adgang til, f.eks. de fællesoffentlige tjenester, som er tilsluttet NemLog-in.

### Digital Fuldmagt
Den fællesoffentlige digitale fuldmagtsløsning, Digital Fuldmagt, er udviklet til at give borgere mulighed for at lade sig partsrepræsentere i digitale selvbetjeningsløsninger. Med Digital Fuldmagt kan en borger give en person, en medarbejder eller en virksomhed fuldmagt til at agere digitalt på sine vegne i en given periode.

### Brugeradministration
Fælles brugerrettighedsstyring (FBRS) gør myndigheder, virksomheder mv. i stand til at udpege administratorer og tildele rettigheder til organisationens brugere, så de f.eks. kan logge på Virk.dk på vegne af organisationen.